# Periferija city
Periferija city hrvatska je humoristična serija u čija se pilot epizoda emitirala 7. lipnja 2009. godine na Novoj TV. Serija je dobila narudžbu za 14 epizoda čije je emitiranje počelo u rujnu 2010. i završilo u prosincu 2010. godine.

## Glumačka postava

### Glavna glumačka postava
| Glumac/glumica  | Lik           | Sezona u seriji |
| --------------- | ------------- | --------------- |
| Ivo Gregurević  | Filip Kamenić | 1               |
| Meliha Fakić    | Asima Kamenić | 1               |
| Marija Kohn     | Baba Kamenić  | 1               |
| Jadran Puharić  | Slina Kamenić | 1               |
| Mia Begović     | Seka          | 1               |
| Predrag Vušović | Pumpa         | 1               |
| Vedran Mlikota  | Pošteni       | 1               |
| Ivana Roščić    | Ivana         | 1               |
| Tomislav Martić | Smislov       | 1               |
| Marinko Prga    | Mate Kiselina | 1               |
| Branimir Vidić  | Vulkan        | 1               |
| Filip Radoš     | Kum Jozo      | 1               |

### Gostujuće uloge
U humorističnoj seriji "Periferija city", gostovali su brojni glumci, pjevači i ostali umjetnici. Njihovo pojavljivanje u seriji je najčešće limitirano na jednu-dvije epizode.
- Elizabeta Kukić kao Fatima Fejanović
- Hrvoje Klobučar kao fra Luka
- Dušan Gojić kao svećenik #1
- Davor Borčić kao svećenik #2
- Saša Buneta  kao odvjetnik
- Damir Poljičak kao Marinko
- Milivoj Beader kao inspektor Franjić
- Alen Šalinović kao inspektor Joakim
- Ante Krstulović kao mladić
- Blaženka Barišić Radoš kao žena
- Kristina Kunić kao ruskinja

## Epizode
| Epizoda | Datum emitiranja    | Ime epizode                |
| ------- | ------------------- | -------------------------- |
| 1       | 19. rujna 2010.     | Trnje i zvijezde           |
| 2       | 26. rujna 2010.     | Probljem                   |
| 3       | 3. listopada 2010.  | Maslina                    |
| 4       | 10. listopada 2010. | Karizmatik                 |
| 5       | 17. listopada 2010. | Evala Mestre               |
| 6       | 24. listopada 2010. | Loto                       |
| 7       | 31. listopada 2010. | Vratija se ujo             |
| 8       | 7. studenoga 2010.  | Izbori                     |
| 9       | 14. studenoga 2010. | Obraćenje                  |
| 10      | 21. studenoga 2010. | Odšteta                    |
| 11      | 28. studenoga 2010. | Poticaji                   |
| 12      | 5. prosinca 2010.   | Rusko meso                 |
| 13      | 12. prosinca 2010.  | Skuter                     |
| 14      | 19. prosinca 2010.  | To je nama naša borba dala |